# سفتة حسين خان (غلزار بردسير)
سفتة حسين خان (بالفارسية: سفته حسین خان) هي قرية تقع في إيران في البلدة المركزية. يقدر عدد سكانها بـ 13 نسمة بحسب إحصاء 2016.